# Ceratinia zikani
Ceratinia zikani är en fjärilsart som beskrevs av Ferreira d'almeida 1956. Ceratinia zikani ingår i släktet Ceratinia och familjen praktfjärilar. Inga underarter finns listade i Catalogue of Life.